# Kavita Chaudhary
Kavita Chaudhary (1956 - 15 de febrero de 2024) fue una actriz, directora, productora y escritora de televisión india. Es la hermana menor del oficial de policía Kanchan Chaudhary Bhattacharya. 
Kavita también ha realizado otros dos programas de televisión: Your Honor e IPS, el diario. 
Fue la cara famosa de los comerciales de detergentes para surf de HUL en la India, interpretando el papel de la empleada doméstica Lalita Ji en el anuncio de finales de los años 1980. 

## Biografía
Chaudhary fue popular y conocida por su interpretación de la oficial de IPS Kalyani Singh en Udaan, un programa sobre el empoderamiento de las mujeres, que se presentó en Doordarshan entre 1989 y 1991. Fue el ama de casa Lalita Ji en los anuncios de detergente Surf de finales de 1980.

## Fallecimiento
Falleció el 17 de febrero de 2024 a los 67 años, tras un ataque cardíaco que evolucionó a un paro cardíaco/respiratorio en un hospital de Amritsar, India.

## Filmografía
- 1989, Udaan
- 2000, Your Honour
- 2017, Karrle Tu Bhi Mohabbat